# Sollevamento pesi ai Giochi della XV Olimpiade - Pesi massimi
La competizione della categoria pesi massimi (oltre 90 kg) di sollevamento pesi ai Giochi della XV Olimpiade si è svolta il giorno 27 luglio 1952  al Messuhalli Hall di Helsinki.

## Regolamento
La classifica era ottenuta con la somma delle migliori alzate delle seguenti 3 prove:
- Distensione lenta
- Strappo
- Slancio

Su ogni prova ogni concorrente aveva diritto a tre alzate.

## Risultati
| Pos.    | Atleta               | Nazione       | Peso Atleta | Totale | Distensione lenta | Distensione lenta | Distensione lenta | Strappo | Strappo | Strappo | Slancio | Slancio | Slancio |
| Pos.    | Atleta               | Nazione       | Peso Atleta | Totale | 1                 | 2                 | 3                 | 1       | 2       | 3       | 1       | 2       | 3       |
| ------- | -------------------- | ------------- | ----------- | ------ | ----------------- | ----------------- | ----------------- | ------- | ------- | ------- | ------- | ------- | ------- |
| Oro     | John Henry Davis     | Stati Uniti   | 104,35      | 460,0  | 137,5             | 145,0             | 150,0             | 135,0   | 145,0   | -       | 165,0   | 182,5   | 182,5   |
| Argento | James Bradford       | Stati Uniti   | 109,80      | 437,5  | 132,5             | 140,0             | 142,5             | 125,0   | 130,0   | 132,5   | 155,0   | 160,0   | 165,0   |
| Bronzo  | Humberto Selvetti    | Argentina     | 127,25      | 432,5  | 135,0             | 145,0             | 150,0             | 115,0   | 120,0   | 120,0   | 150,0   | 157,5   | 162,5   |
| 4       | Heinz Schattner      | Germania      | 124,10      | 422,5  | 130,0             | 135,0             | 135,0             | 125,0   | 130,0   | 132,5   | 155,0   | 162,5   | 172,5   |
| 5       | Dave Baillie         | Canada        | 120,90      | 420,0  | 137,5             | 145,0             | 147,5             | 117,5   | 117,5   | 122,5   | 152,5   | 160,0   | 160,0   |
| 6       | Norberto Ferreira    | Argentina     | 129,50      | 410,0  | 135,0             | 140,0             | 142,5             | 115,0   | 115,0   | 115,0   | 145,0   | 150,0   | 155,0   |
| 7       | Harold Cleghorn      | Nuova Zelanda | 109,35      | 400,0  | 130,0             | 130,0             | 135,0             | 117,5   | 122,5   | 122,5   | 152,5   | 157,5   | 157,5   |
| 8       | Franz Hölbl          | Austria       | 114,10      | 387,5  | 110,0             | 115,0             | 120,0             | 110,0   | 117,5   | 120,0   | 142,5   | 150,0   | 155,0   |
| 9       | Lage Andersson       | Svezia        | 114,40      | 380,0  | 120,0             | 125,0             | 130,0             | 105,0   | 105,0   | 110,0   | 140,0   | 145,0   | 150,0   |
| 10      | Adelfino Mancinelli  | Italia        | 120,00      | 372,5  | 122,5             | 127,5             | 130,0             | 105,0   | 110,0   | 110,0   | 135,0   | 140,0   | 145,0   |
| 11      | Eino Mäkinen         | Finlandia     | 99,40       | 367,5  | 102,5             | 107,5             | 110,0             | 105,0   | 110,0   | 115,0   | 140,0   | 147,5   | 152,5   |
| 12      | Valdemar de Silveira | Brasile       | 105,80      | 362,5  | 112,5             | 117,5             | 117,5             | 110,0   | 115,0   | 115,0   | 140,0   | 145,0   | 145,0   |
| -       | Abraham Charité      | Paesi Bassi   | 102,25      | 115,0  | 110,0             | 115,0             | 120,0             | -       | -       | -       | -       | -       | -       |